# École Nationale Supérieure d’Architecture de Versailles
Die École Nationale Supérieure d’Architecture de Versailles (kurz ENSAV) ist eine französische Grande École und Architekturhochschule mit Hauptsitz in Versailles.
Die 1969 gegründete Schule ist eine Bildungs- und Forschungseinrichtung, die in der  Petite Écurie du Roy (kleine Stallungen des Königs) in der Domaine National du Château de Versailles untergebracht ist. Sie beherbergt Studierende und Doktoranden in drei miteinander verbundenen Lehrgängen. In ihrem Einzugsgebiet bildet die Schule ein geografisches Drehkreuz im Zentrum des Dreigespanns Paris, CY Cergy Paris Université und der Universität Paris-Saclay.
Die ENSA Versailles ist eine öffentliche Verwaltungseinrichtung, die der gemeinsamen Aufsicht des Ministerium für Kultur und des Ministerium für Hochschulbildung und Forschung untersteht. Sie gehört zum Netzwerk der zwanzig nationalen Hochschulen für Architektur in Frankreich.

## Das Gebäude
Die ÉNSA Versailles belegt einen Großteil der Gebäude in der Petite Écurie, ausgenommen der Flügel von Sceaux und Paris zu beiden Seiten des Ehrenhofs. Die Écuries Royales de Versailles wurden zwischen 1679 und 1682 von Jules Hardouin-Mansart erbaut. Die Grande Écurie beherbergte Reitpferde und eine Dressurschule, während in der Petite Écurie die Zugpferde untergebracht waren. Der Reitbetrieb wurde im 20. Jahrhundert fortgesetzt und bis 1960 dem Kriegsministerium unterstellt. Da sich die Gebäude zu diesem Zeitpunkt im Zustand einer fortgeschrittenen Ruine befanden, wurden sie unter der Leitung von Pierre Lablaude, dem Chefarchitekten der zivilen Gebäude und Nationalpaläste, grundlegend restauriert. In diesem Rahmen wurden insbesondere die Räumlichkeiten der ÉNSA Versailles eingerichtet.